# Symplocostoma leptocephalum
Symplocostoma leptocephalum is een rondwormensoort uit de familie van de Enchelidiidae.